# 罐子岭站
罐子岭站，工程名为普瑞大道站，位于中华人民共和国湖南省长沙市望城区银杉路与普瑞大道交叉口地下，是长沙地铁4号线的地铁车站，本站于2019年5月26日开通运营。

## 车站结构
本站沿银杉北路南北向布置，为地下岛式车站。

## 历史
2015年7月13日，本站开始围挡施工。